# Амелин (хутор)
Аме́лин — хутор в Фатежском районе Курской области. Входит в состав Большежировского сельсовета.

## География
Расположен на юге Фатежского района, в 25 км к юго-западу от Фатежа на правом берегу ручья Грязная Рудка между хуторами Волна Революции и Костина.
Климат
Амелин, как и весь район, расположен в поясе умеренно континентального климата с тёплым летом и относительно тёплой зимой (Dfb в классификации Кёппена).
Часовой пояс
Хутор Амелин, как и вся Курская область, находится в часовой зоне МСК (московское время). Смещение применяемого времени относительно UTC составляет +3:00.

## Этимология
Получил название от фамилии первых жителей — однодворцев Амелиных.

## История
С середины XVI века на этом месте упоминается село Соломино, первые жители которой носили фамилии Костины и Амелины.
В середине XX века деревню разбили на несколько хуторов — Амелин, Костина и Волна Революции (до 1917 года Малая Амелина).
В 1954—2010 годах входил в состав Кромского сельсовета. Крестьянские хозяйства хутора числились в составе колхоза имени Куйбышева (центр в с. Новое Сдобниково).

## Население
| Годы      | 1981 | 2002 | 2010 |
| --------- | ---- | ---- | ---- |
| Население | ≈70  | 22   | ↘8   |

## Инфраструктура
Личное подсобное хозяйство. В хуторе 19 домов.

## Транспорт
Амелин находится в 19 км от автодороги федерального значения М2 «Крым» (Москва — Тула — Орёл — Курск — Белгород — граница с Украиной) как часть европейского маршрута E105, в 23 км от автодороги регионального значения 38К-017 (Курск — Льгов — Рыльск — граница с Украиной) как часть европейского маршрута E38, в 4,5 км от автодороги межмуниципального значения 38Н-221 (М-2 «Крым» — Кромская), в 24,5 км от ближайшего ж/д остановочного пункта 433 км (линия Льгов I — Курск).
В 148 км от аэропорта имени В. Г. Шухова (недалеко от Белгорода).